# Неа-Зихни (дим)
Не́а-Зи́хни (греч. Δήμος Νέας Ζίχνης) — община (дим) в Греции. Входит в периферийную единицу Сере в периферии Центральная Македония. Население 12 397 жителей по переписи 2011 года. Площадь 404,307 квадратного километра. Плотность 30,66 человека на квадратный километр. Административный центр — Неа-Зихни. Димархом на местных выборах 2014 года избран Андреас Дайредзис (Ανδρέας Δαϊρετζής).
В 1920 году (ΦΕΚ 2Α) было создано сообщество Зильяхова, в 1926 году (ΦΕΚ 55Α) сообщество переименовано в Зилию, в 1927 году (ΦΕΚ 179Α) сообщество переименовано в Неа-Зихни, в 1990 году (ΦΕΚ 111Α) создана община. В 2010 году (ΦΕΚ 87Α) по программе «Калликратис» к общине Неа-Зихни присоединена упразднённая община Алистрати.

## Административное деление

Административное деление общины:
1 — Неа-Зихни
2 — Алистрати

Община (дим) Неа-Зихни делится на две общинные единицы.